# Wendy Larner

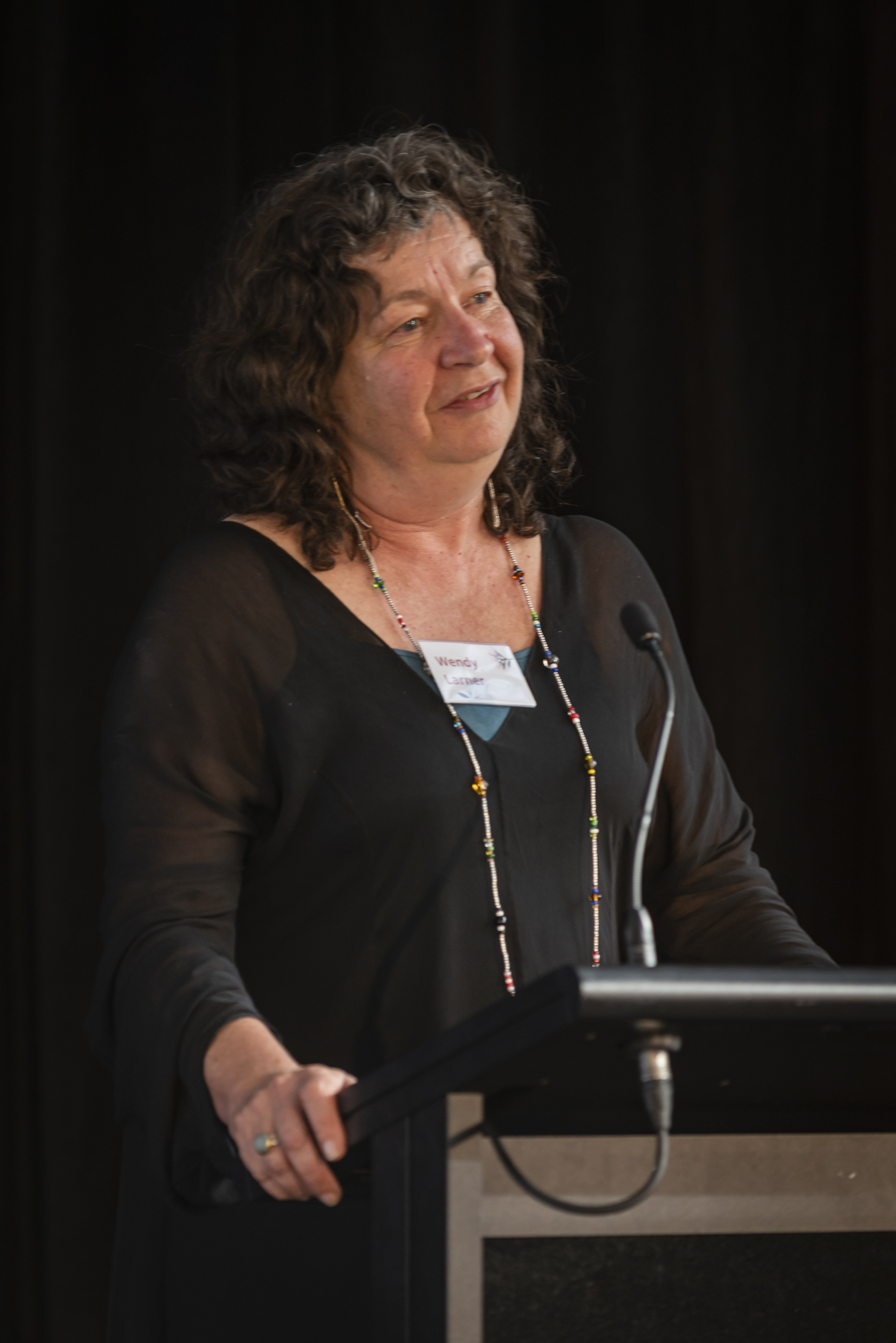
Wendy Larner bei den Research Honours 2020 Ōtautahi

 Wendy Larner (* 2. März 1963 in Neuseeland) ist eine neuseeländische Sozialwissenschaftlerin und Hochschullehrerin. Sie war zehn Jahre lang Dekanin für Sozialwissenschaften und Recht sowie Professorin für Humangeographie an der University of Bristol. Seit September 2023 ist sie Vizekanzlerin und Präsidentin der Cardiff University. Von 2018 bis 2021 war sie die zweite Präsidentin in der 150-jährigen Geschichte der Royal Society Te Apārangi.

## Leben und Werk
Larner studierte an der University of Waikato, wo sie ihren Bachelor-Abschluss in Politik und Geographie erhielt. Sie erwarb 1989 ihren Master-Abschluss (First Class Hons) in Geographie an der University of Canterbury mit der Arbeit: Migration and female labour: Samoan women in New Zealand. Als Canadian Commonwealth Scholar promovierte sie an der Carleton University in Ottawa.
Sie hatte akademische Positionen an der University of Waikato und der University of Auckland, wo sie die Forschungsprogramme Marsden und Foundation for Research Science and Technology an der Soziologieabteilung leitete, und war außerdem Fulbright Fellow an der University of Wisconsin-Madison.
Von 2005 bis 2015 war sie Dekanin für Sozialwissenschaften und Recht und Professorin für Humangeographie an der University of Bristol im Vereinigten Königreich. Anschließend war sie bis 2023 Provost an der Victoria University of Wellington. Am 1. September 2023 trat sie als erste Frau an der Cardiff University das Amt der Präsidentin und Vizekanzlerin an.
Sie war Gastprofessorin an der University of Wisconsin-Madison, der University of Kentucky, der Queen Mary University of London und der Goethe-Universität Frankfurt am Main.
2018 wurde Larner die zweite weibliche Präsidentin der Royal Society Te Apārangi University.

## Auszeichnungen (Auswahl)
- 2009: Ehrenmitglied der Royal Society of New Zealand[11]
- 2011: Fellow der Academy of Social Sciences (UK)[12]
- New Zealand Women of Influence Award
- Distinguished Geographers Award
- 2017: Aufnahme von der Royal Society Te Apārangi in die Liste 150 Frauen in 150 Worten[13]
- 2018: Victoria Medal der Royal Geographical Society[14]

## Veröffentlichungen (Auswahl)
- mit William Walters: Global governmentality: governing international spaces. Taylor & Francis Ltd, 2004, ISBN 978-0-415-31138-0. doi:10.1080/19187033.2000.11675231.
- Neo-liberalismi Policy, Ideology, Governmentality. Studies in Political Economy. 63 (1), 2000, S.  5–25. doi:10.1080/19187033.2000.11675231.